# Sylphen-Polka
Die Sylphen-Polka ist eine Polka-française von Johann Strauss Sohn (op. 309). Das Werk wurde am 4. Februar 1866 im Dianabad-Saal in Wien erstmals aufgeführt. 

## Einzelnachweis
1. ↑  Quelle: Englische Version des Booklets (Seite 103) in der 52 CDs umfassenden Gesamtausgabe der Orchesterwerke von Johann Strauß (Sohn), Hrsg. Naxos (Label). Das Werk ist als dritter Titel auf der 39. CD zu hören.